# إيلينا جوردي
إيلينا جوردي (بالإسبانية: Elena Jordi)‏ هي مخرجة وممثلة إسبانية، ولدت في 20 نوفمبر 1882 في سيرتشس في إسبانيا، وتوفيت في 5 ديسمبر 1945 في برشلونة في إسبانيا.